# Великий Коринь
Великий Коринь (словен. Veliki Korinj) — поселення в общині Іванчна Гориця, Осреднєсловенський регіон, Словенія. Висота над рівнем моря: 600,3 м.